# Tour de la Guadeloupe
Pour les articles homonymes, voir Tour cycliste international de la Guadeloupe.
Le Tour de la Guadeloupe est une course à la voile en équipage créée en 1981.

## Caractéristiques
La course se déroule à intervalles irréguliers depuis 1981, les premières versions étaient non-stop mais par la suite elle se transforma en course par étapes. Les concurrents bouclent le tour de l'île dans le sens Est-Ouest (inverse des aiguilles d'une montre).
Différents classement sont faits suivant les types de voiliers.

### Palmarès
- 1983 Tour non-stop Le guadeloupéen Victor Jean-Noël

## Le record: Le Ruban Punch
Cette épreuve de voile se court sur le même parcours afin d'établir un record en temps réel, tous types de voiliers en équipage, sans escale ni assistance. Un membre du jury est à bord.

### Palmarès
- 15/04/1981 Guy Delage - Gérard Villemin - Jean Michel sur Funambule de Siapoc, Prao de 17 m, 3,7 t  en 20 h 47 min 54 s
- 19/03/1984 Claude et Jean-Marie Thélier - Bruno - PH. Karlyle sur Guadeloupe, Prao de 17 m, 3,7 t, en 15 h 21 min 49 s
- 30/01/1993  Philippe Cairo et Yvan Bourgnon sur KL18 Hollywind, Catboat en 14 h 22 min 30 s
- 28/12/1997 Gwenaël Roth - Thierry Monfret sur Hobie Cat Tiger 18 en 13 h 26 min 40 s
- 04/01/1998 Claude et Jean-Marie Thélier sur Hobie Cat Tiger 18 en 12 h 58 min 41 s
- 14/03/1998 Claude et Jean-Marie Thélier sur Hobie Cat Tiger 18 en 12 h 41 min 13 s